# 276-й мотострелковый полк
276-й мотострелковый Краснознамённый полк — тактическое формирование Сухопутных войск СССР и Сухопутных войск Российской Федерации.
Условное наименование — Войсковая часть № 69771 (в/ч 69771). Сокращённое наименование — 276 мсп.
Полк на момент расформирования находился в составе 34-й мотострелковой дивизии Приволжско-Уральского военного округа. Пункт постоянной дислокации — г. Свердловск Свердловской области.

## История
Изначально был сформирован в г. Баку как 2-й рабоче-крестьянский курсантский полк в составе 1-й сводной азербайджанской рабоче-крестьянской советской стрелковой дивизии. С 1929 года — 276-й горнострелковый полк 77-й горнострелковой дивизии РККА.
С 1 декабря 1941 года участвует в Великой Отечественной войне на Крымском фронте. Оборонял Керчь и Новороссийск в сентябре — октябре 1942 года. Осенью 1943 года — зимой 1944 года полк сражался в Донбассе и в причерноморье Украинской ССР. Полк первым вошёл в г. Севастополь. В дальнейшем 276-й стрелковый полк действовал в Прибалтике в составе 1-го Прибалтийского фронта. С сентября 1945 года и до самого расформирования в 2009 году  пунктом постоянной дислокации стал г. Свердловск.
В 1942 году полк преобразован в стрелковый в составе 77-й стрелковой дивизии с тем же номером.
В 1957 году полк переформирован в 276-й мотострелковый (в/ч 69711).
На конец 1980-х 276-й полк дислоцировался в Уральском военном округе в составе 34-й мотострелковой дивизии в г. Свердловск.
С 24 декабря 1994 года полк участвует в Первой чеченской войне. В составе группировки федеральных сил штурмует г. Грозный.
В 1999 вновь введён на территорию Чеченской Республики, где участвует в новом штурме столицы республики.
В 2009 году в ходе Реформы Вооружённых сил России полк был расформирован.

## Командиры полка
- Майков, Александр Глебович, майор, (октябрь 1942 — февраль 1943)
- Скородумов, Александр Иванович, (1982  — 1984)
- Середа Владислав  Антонович. подполковник, (1984  — 1984)
- Чадаев ? ?. подполковник, (1984  — 198?)
- Ислямов ?? подполковник, (198? - 1988)
- Рожук ?? подполковник, (1988 - 19??)

## Начальники штаба полка
- Селихов, Николай Георгиевич, майор, (март — август 1940)
- Таев ? ? майор,  (198?  — 1984)
- Соломкин ? ? майор,  (1964  — 1987)
- Попов ??, (1977 - 1988)
- Родьев ?? (1978 - 1998)

## Известные воины
| Награда | Ф. И. О.                         | Должность | Звание            | Дата награждения | Примечания |
| ------- | -------------------------------- | --- | ----------------- | ---------------- | ---------- |
|         | Игитов, Юрий Сергеевич           | Старший стрелок 1-го мотострелкового батальона 276-го мотострелкового полка                                          | рядовой           | 01.04.1995       |            |
|         | Коргутов, Владимир Александрович | Командира разведывательной роты 276-го мотострелкового полка, начальник разведки 341-го танкового полка              | майор             | 29.01.1997       |            |
|         | Касков, Олег Александрович       | Командир танкового взвода 276-го мотострелкового полка 34-й мотострелковой дивизии ПУрВО                             | старший лейтенант | 14.06.1997       |            |
|         | Шадура, Юрий Дмитриевич          | Начальник разведки 276-го мотострелкового полка                                                                      | подполковник      | 13.04.2000       |            |
|         | Чакрян, Арутюн Хачикович         | Заместитель командира батальона 276-го стрелкового полка (77-я стрелковая дивизия, 51-я армия, 4-й Украинский фронт) | капитан           | 24.03.1945       |            |
|         | Торопкин, Алексей Георгиевич     | Адъютант старший батальона 276-го стрелкового полка (77-я стрелковая дивизия, 51-я армия, 4-й Украинский фронт)      | капитан           | 24.03.1945       |            |
|         | Атамановский, Пётр Ефимович      | Командир пулемётного расчёта 276-го стрелкового полка (77-я стрелковая дивизия, 51-я армия, 1-й Прибалтийский фронт) | старший сержант   | 19.04.1945       |            |